# Begraafplaats van Sint-Jans-Molenbeek
De gemeentelijke begraafplaats van Sint-Jans-Molenbeek ligt aan de Gentsesteenweg 359. Ze werd op 16 augustus 1864 in gebruik genomen, ter vervanging van het te klein geworden kerkhof van de Sint-Jan-de-Doperkerk dat in 1932 geruimd werd. De begraafplaats bevat een aanzienlijk patrimonium:
- de grafgalerijen uit 1880 (onder impuls van Émile Bockstael, na zijn eerdere initiatief op de begraafplaats van Laken)[1]
- het art nouveau grafmonument van de familie des Cressonnières (Victor Horta, 1894)
- het graf van de familie Beelaert (met een brons van Amédée Hamoir)
- het grafmonument van de familie Jean De Maerschalck (laan 2) door Ernest Salu

De Molenbeekse begraafplaats onderscheidt zich meer door haar architectuur, maar toch liggen er enkele bekende personen:
- Jean-Baptiste Piron (1896-1974), generaal van het Belgisch leger
- Eugène Laermans (1864-1940), schilder
- Sander Pierron (1872-1945), schrijver en kunstcriticus
- Henry Meuwis (1870-1935), schilder
- Edouard Vanhaelen (1895-1936), olympisch zwemmer 1920[2]
- Ernest Kindermans (1875-1932), oprichter van het Kaaitheater
- Louise Charlotte Massart (1880-1906), dramaturge
- Jan Frantz De Mol, componist (laan 3)
- Henri Hollevoet (1833-1911), burgemeester van 1879 tot 1911
- Julien Hanssens (1842-1914), burgemeester van 1912 tot 1914[3]
- Louis Mettewie (1855-1942), burgemeester van 1919 tot 1938
- Edmond Machtens (1902-1978), burgemeester van 1939 tot 1978
- Richard Van Landuyt (1888-1970), directeur-stichter van de coöperatief "Huis der Bakkersbazen van België", schepen

## Galerij

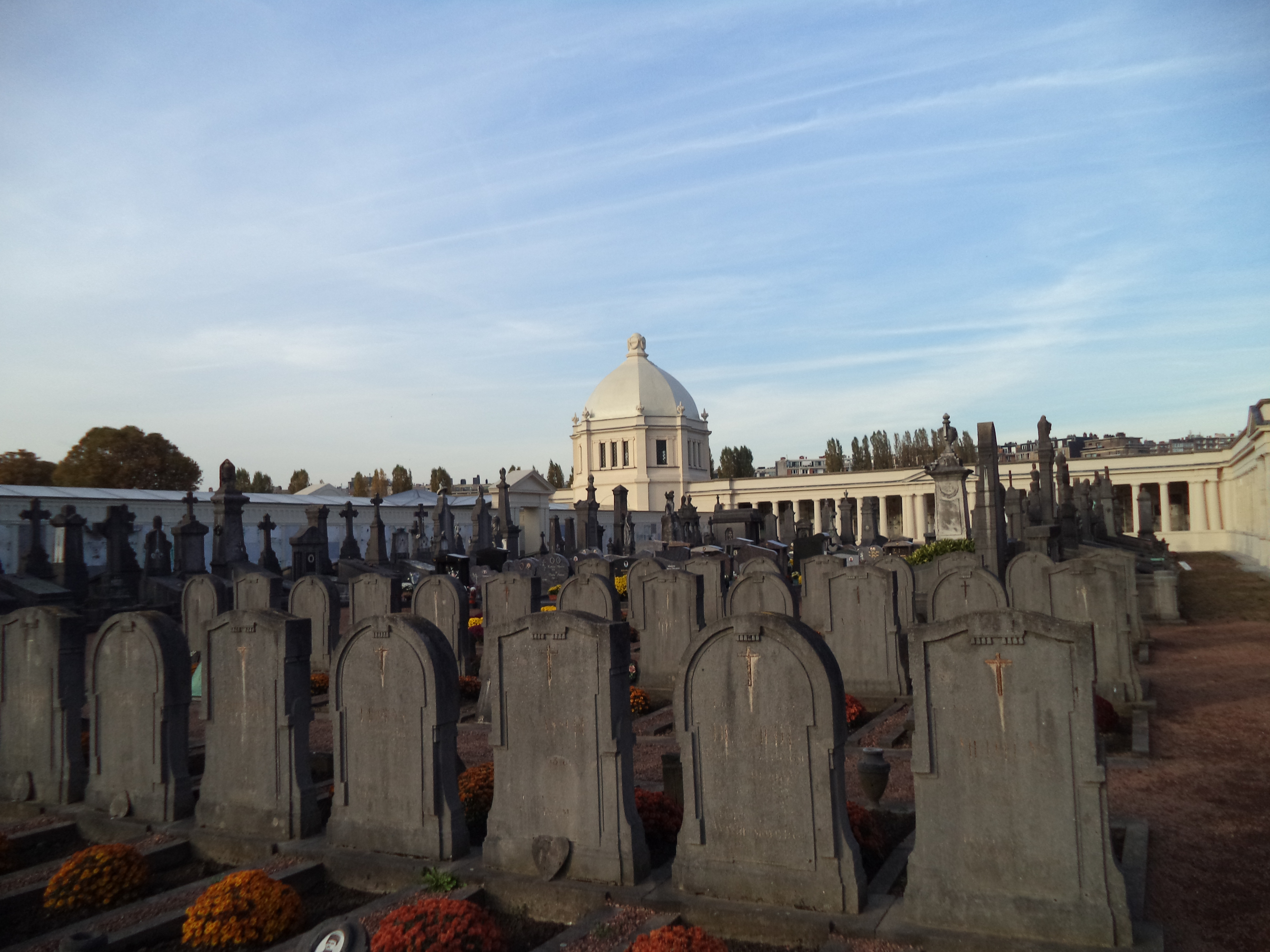
Algemeen beeld
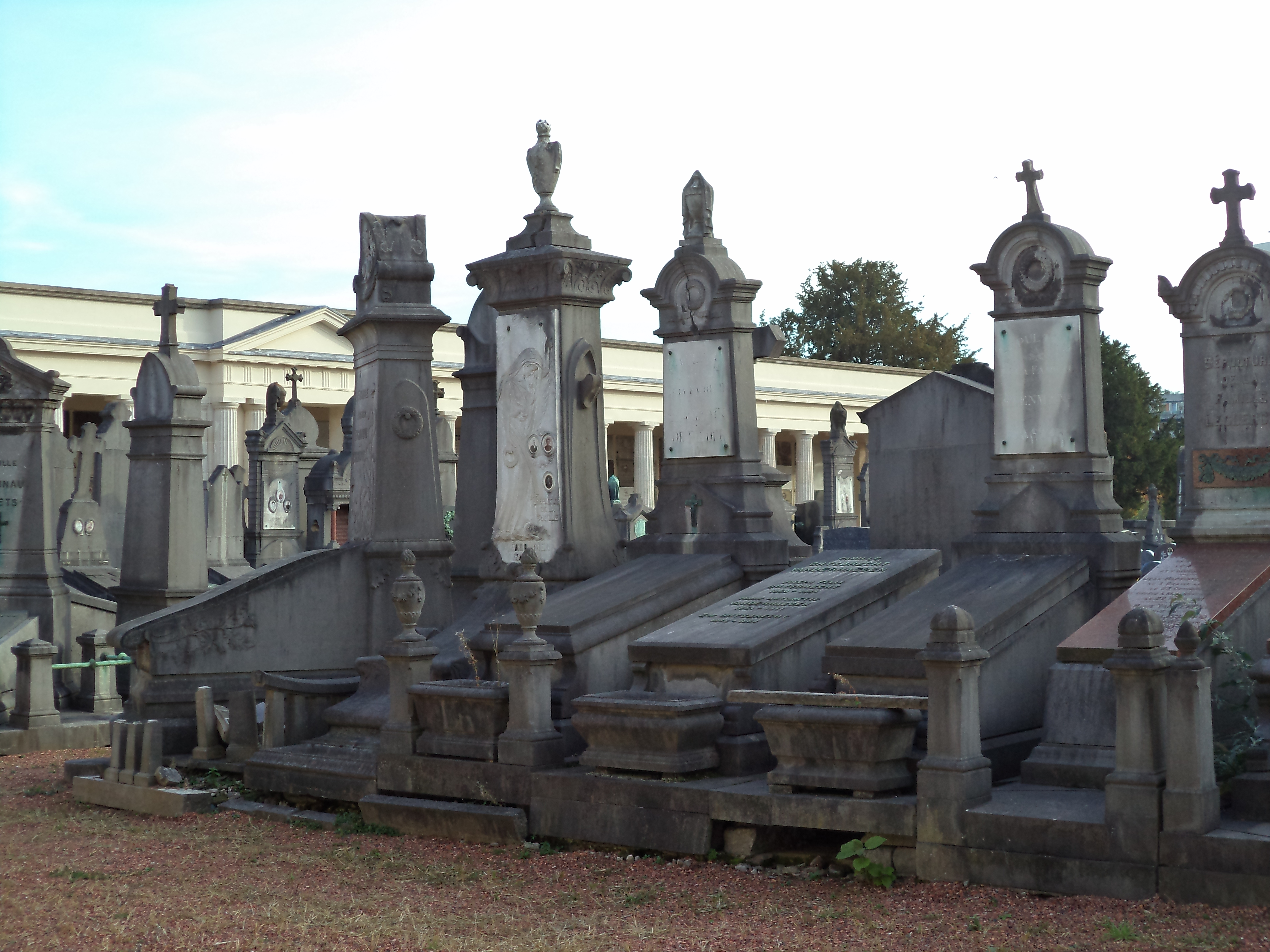
Grafstenen
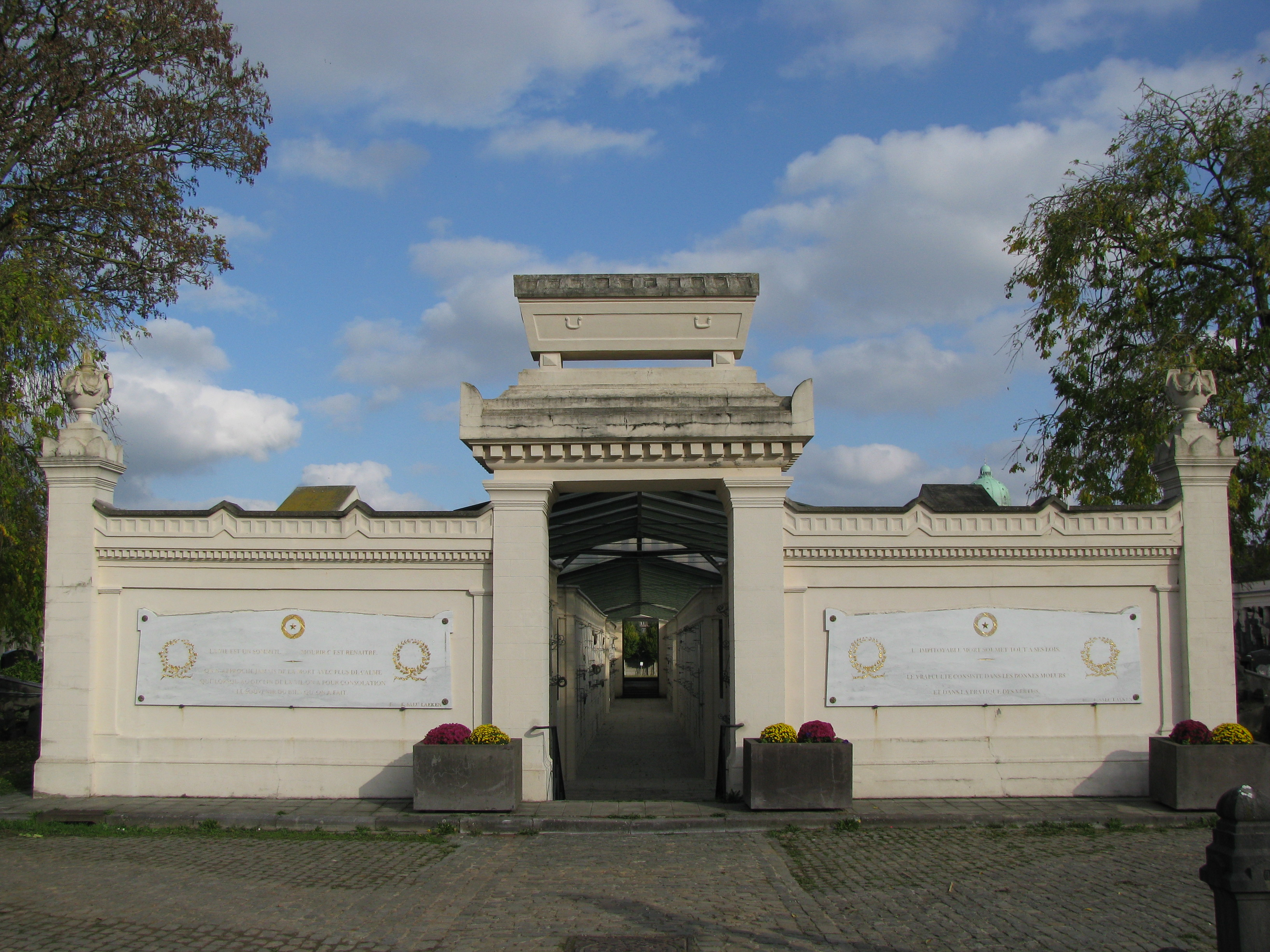
Ingang van het columbarium
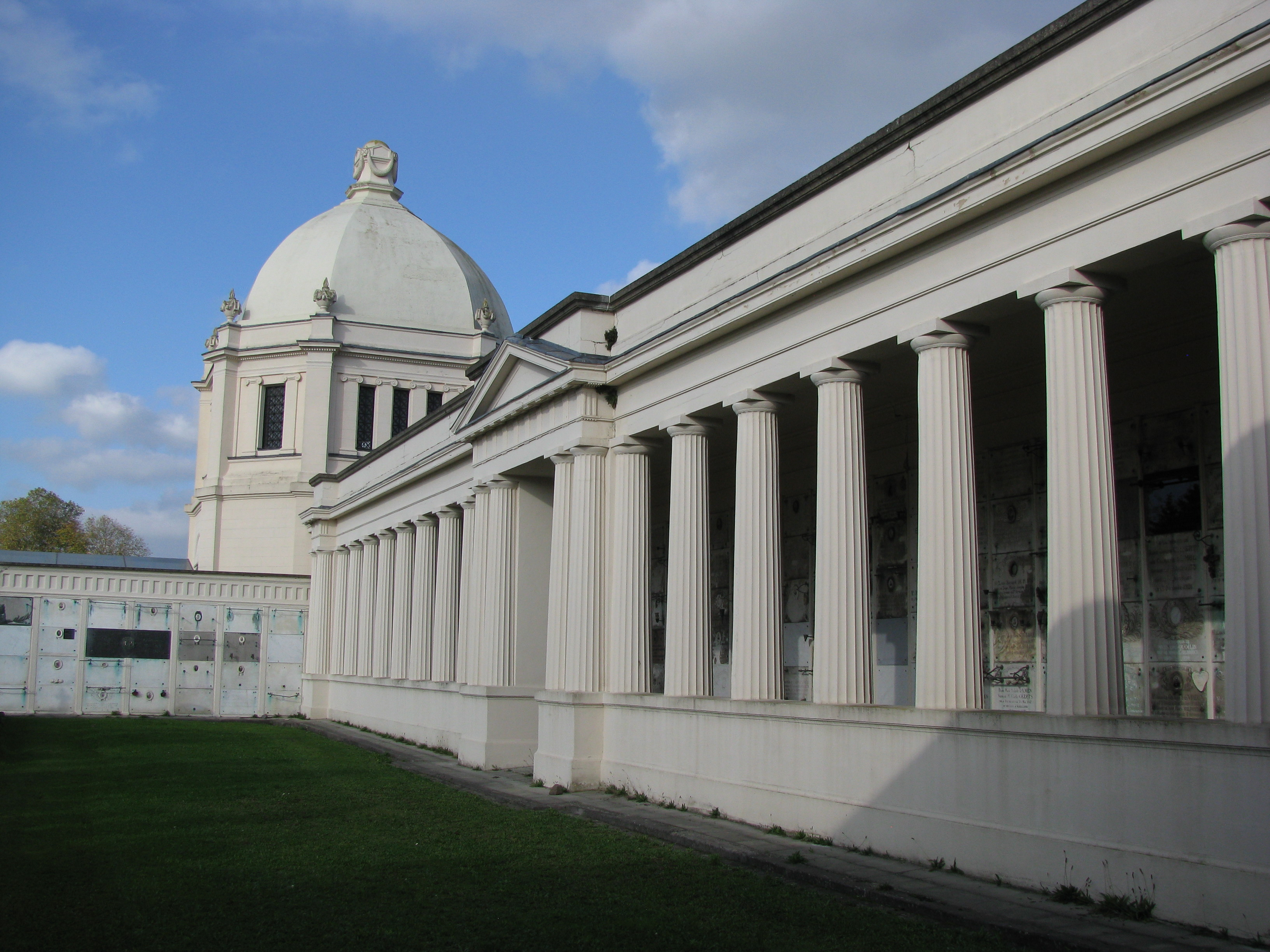
Columbarium
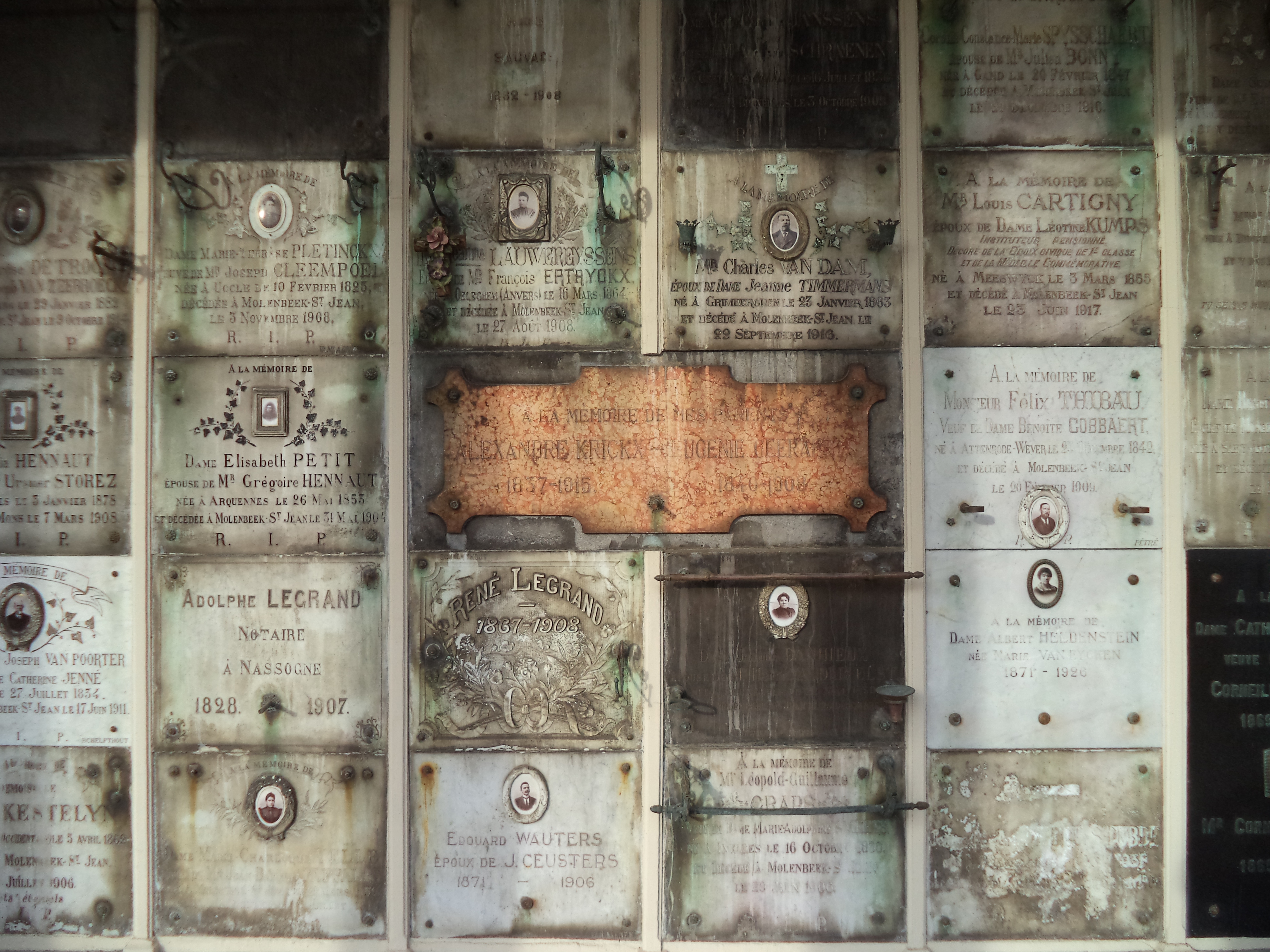
Detail van het columbarium

## Voetnoten
1. ↑  Les galeries funéraires du cimetière de Molenbeek, en ligne
2. ↑  Quentin BILQUEZ, Snuisteren in de archieven - Een vergeten Olympiër, MoMuse (tijdschrift van het Museum van Molenbeek), 11-2012, nr.3, p. 14-15
3. ↑  Un deuil à Molenbeek, Le Quotidien, 20 oktober 1914, p. 1